# Szlak Józefa Lompy

Szlak Józefa Lompy – niebieski znakowany szlak turystyczny w województwie śląskim i opolskim.
Szlak ten wiedzie przez miejscowości związane z działalnością Józefa Lompy.

## Przebieg szlaku[2]
- Woźniki
- Lubsza
- Babienica[3]
- Okrąglik
- Niwy
- Boronów
- Hadra
- Kierzki
- Chwostek
- Lisów
- Braszczok
- Zborowskie
- Panoszów
- Wędzina
- Borki Wielkie
- Bieńskie (przysiółek)
- Sowczyce
- Wysoka
- Olesno

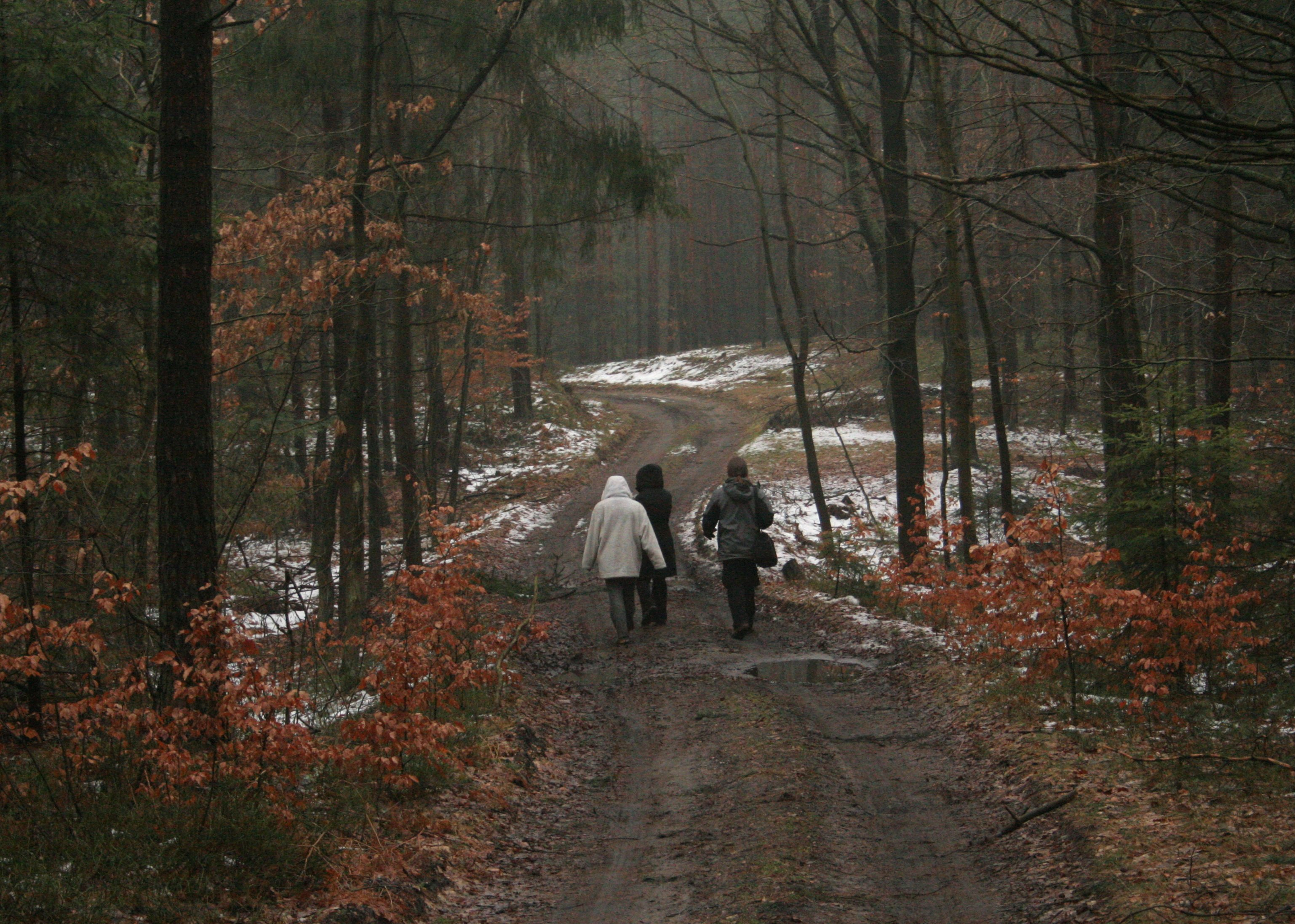
Fragment szlaku między miejscowościami Niwy i Boronów
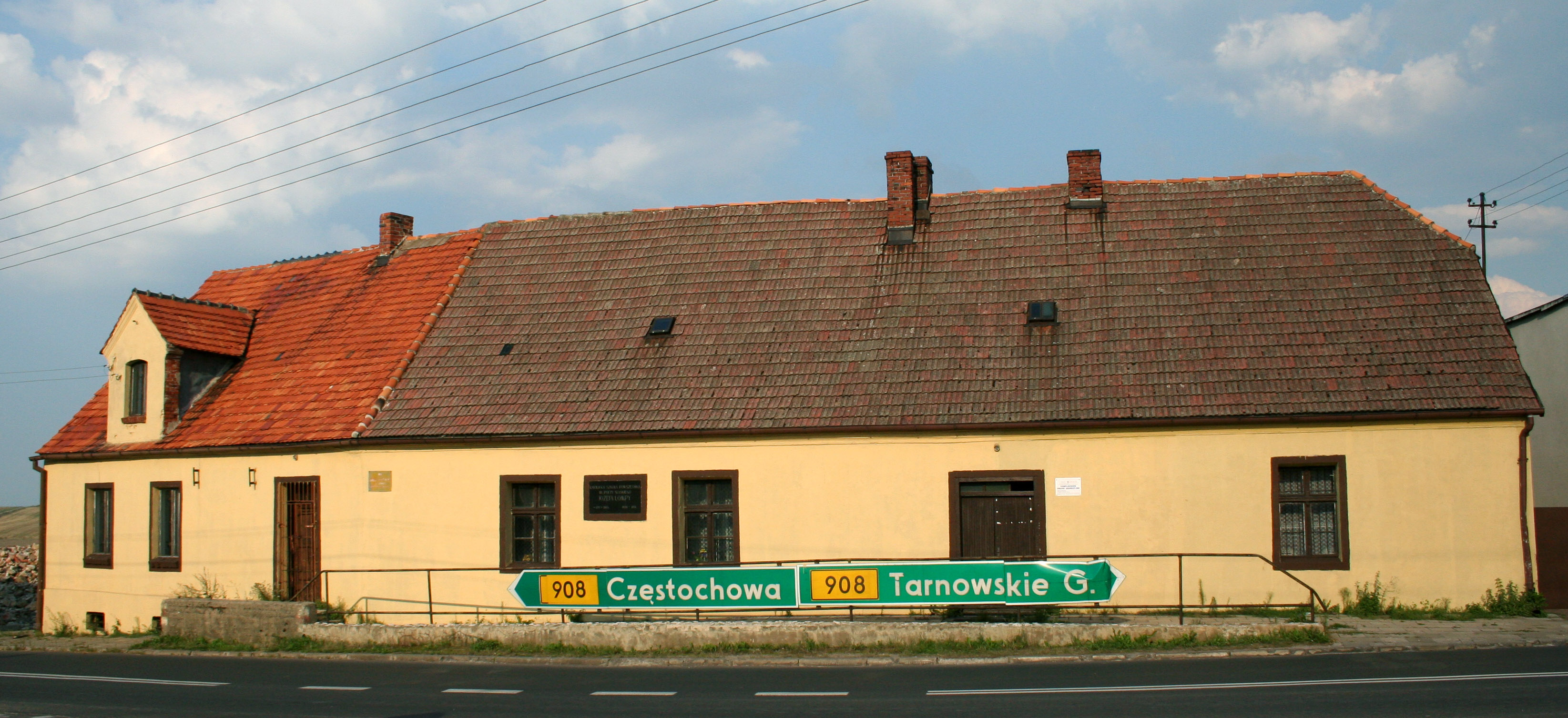
Budynek dawnej szkoły w Lubszy, w której nauczał Lompa